# Sector suroriente de Santiago

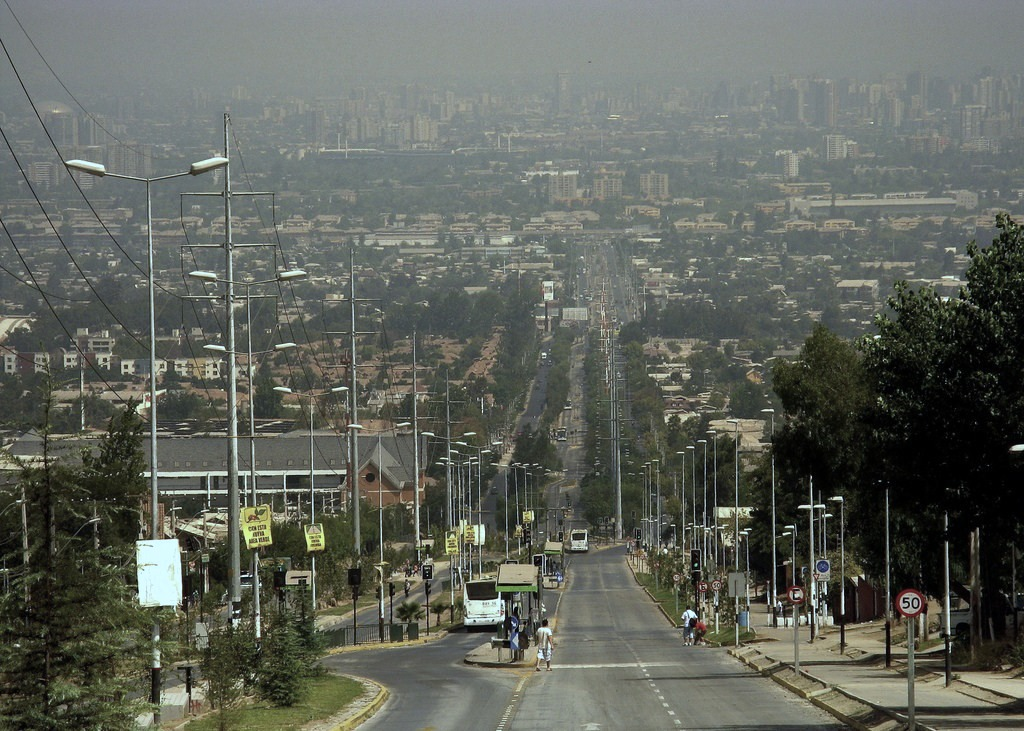
Vista de avenida Grecia desde Peñalolén Alto.

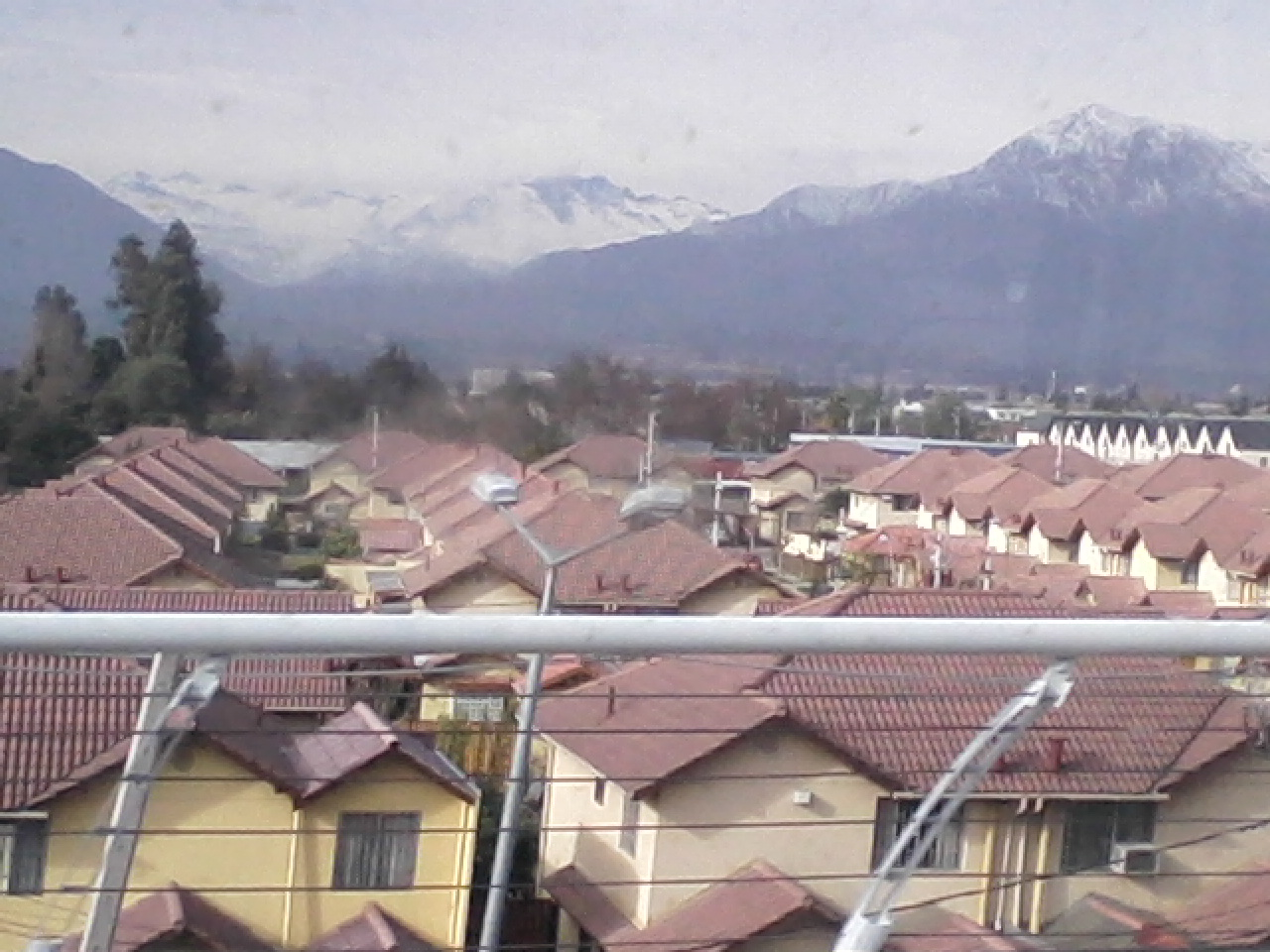
Sector de Ángel Pimentel, típico condominio de clase media.

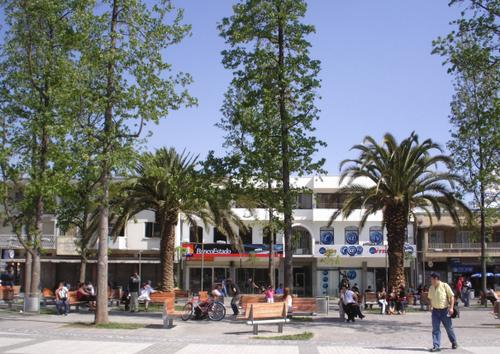
Plaza de Armas de Puente Alto.

El sector suroriente de Santiago es uno de los siete sectores en que es dividida la ciudad capital de Chile. Está compuesto por las comunas de Macul, Peñalolén, La Florida y Puente Alto. En ocasiones se incorpora a las comunas de Pirque y San José de Maipo, particularmente las localidades de La Obra y Las Vertientes en esta última. Cuenta con 1.293.155 habitantes según el censo de 2017, siendo el segundo sector más poblado del Gran Santiago.
Tres de sus comunas se encuentran entre las más pobladas de la ciudad, siendo Puente Alto incluso la más poblada del país, con alrededor de 570.000 habitantes. La Florida es la cuarta más poblada de Santiago con 370.000 habitantes y Peñalolén la séptima más poblada con 245.000 habitantes aproximadamente. El sector se caracteriza además por ser de carácter socioeconómico mixto, donde conviven barrios y condominios de nivel medio y medio-alto (como Lo Cañas y Peñalolén Nuevo), con sectores y poblaciones de nivel bajo (como Lo Hermida y Bajos de Mena).

## Indicadores sociodemográficos
| Comuna             | Población 2002? | Población 2012? | Censo 2017 | Viviendas? | Densidad? | Crecimiento? | IDH 2003?  | Pobreza 2006? |
| ------------------ | --------------- | --------------- | ---------- | ---------- | --------- | ------------ | ---------- | ------------- |
| La Florida         | 365.563         | 363.900         | 366.916    | 97.137     | 9.356,62  | -1,12        | 0,804 (11) | 9,6           |
| Macul              | 112.535         | 111.436         | 116.534    | 29.870     | 8.757,59  | -0,68        | 0,806 (10) | 13,4          |
| Peñalolén          | 216.060         | 237.862         | 241.599    | 51.542     | 3.970,96  | 2,02         | 0,743 (52) | 8,7           |
| Puente Alto        | 492.603         | 586.509         | 568.106    | 136.593    | 7.729,53  | 9,35         | 0,773 (26) | 10,6          |
| Pirque             | 4855            |                 |            | 1343       | 397,30    | 4,57         | 0,807 (8)  | 9,1           |
| San José de Maipo? | 2477            |                 |            | 777        | 429,29    | 1,49         | 0,759 (35) | 11,1          |
| Total sector       | 1.194.093       | 1.226.887       | 1.293.155  | 317.262    |           | 9,29         | 0,780      | 10,21         |

| Leyenda                                              |
| Comunas siempre consideradas en el sector suroriente |
| Comunas a veces consideradas en el sector suroriente |

## Mapas

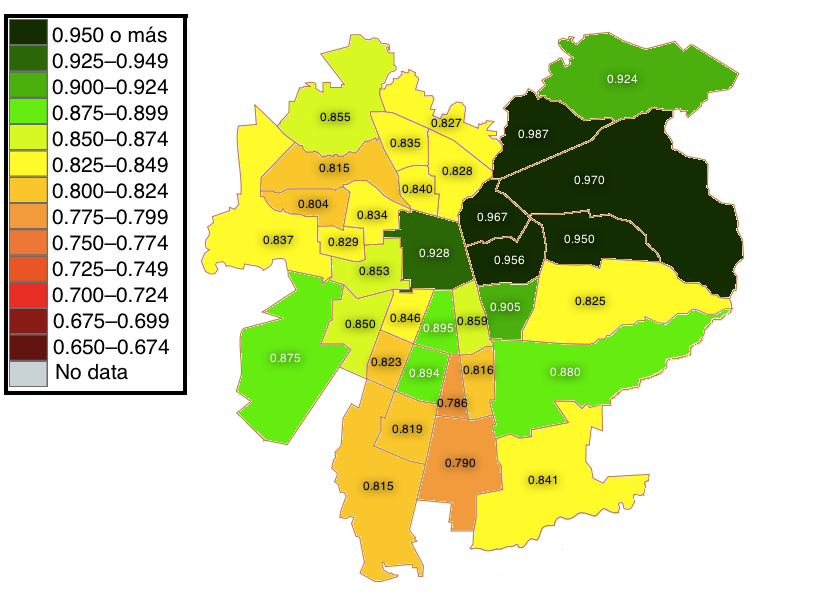
Índice de desarrollo humano de Santiago en 2017.

| Noroeste: Santiago centro     | Norte: Sector nororiente de Santiago | Nordeste: Cordillera de los Andes |
| Oeste: Sector sur de Santiago |                                      | Este: San José de Maipo           |
| Suroeste: Buin                | Sur: Pirque                          | Sureste: Cordillera de los Andes  |